# Protorthodes consors
Protorthodes consors är en fjärilsart som beskrevs av Smith 1900. Protorthodes consors ingår i släktet Protorthodes och familjen nattflyn. Inga underarter finns listade i Catalogue of Life.